# Pramen Nisy
Pramen Nisy je zájmové sdružení právnických osob v okresu Jablonec nad Nisou, jeho sídlem je Smržovka a jeho cílem je vzájemná spolupráce a koordinace činností v oblasti rozvoje regionu. Sdružuje celkem 3 obce a byl založen v roce 2000.

## Obce sdružené v mikroregionu
- Lučany nad Nisou
- Nová Ves nad Nisou
- Smržovka